# Беатріс Шерідан
Беатріс Шерідан (ісп. Beatriz Sheridan; справжнє ім'я Елізабет Енн Шерідан Скарбро, англ. Elizabeth Ann Sheridan Scarbrough; 25 червня 1934, Мехіко — 30 квітня 2006, там само) — мексиканська акторка та режисерка.

## Життєпис
Народилася 25 червня 1934 року в Мехіко в сім'ї англійки та мексиканця. Мала вісім братів та сестер. Навчалася в Університеті штату Міссурі у професора Секі Сано, який намагався вдосконалити систему Станіславського. Багато працювала у кіно та театрі.
У червні 1958 року взяла участь у зйомках першої мексиканської теленовели «Заборонена стежка» з Сільвією Дербес у головній ролі. 1963 року дебютувала в кіно, виконавши роль Кассандри у фільмі «Троянки» за однойменною п'єсою Евріпіда. Багато років продовжувала зніматися у серіалах. 
Із 1987 року розпочала роботу режисерки. Саме завдяки їй було створено такі відомі серіали, як «Просто Марія» (1989) з Вікторією Руффо та «Дика роза» з Веронікою Кастро, які стали одними з перших мексиканських теленовел, показаних у країнах колишнього СРСР, а також так звана Трилогія Марії — «Марія Мерседес», «Марімар» та «Марія з передмістя», яка принесла популярність молодій акторці та співачці Талії. Їй вдавалися не лише сучасні серіали, а й костюмні історичні мелодрами, наприклад, «Алондра» з Аною Кольчеро, «Справжнє кохання» з Аделою Нор'єга. У багатьох серіалах, зрежисованих нею, вона зіграла невеликі ролі. Її останньою роботою став серіал «Наперекір долі» (2005).
Беатріс Шерідан не була у шлюбі й не мала дітей, присвятивши життя кар'єрі та племінникам.
Померла 30 квітня 2006 року в себе вдома у Мехіко від серцевого нападу. Попрощатися з нею прийшли багато відомих мексиканських акторів — Марія Сорте, Асела Робінсон, Жаклін Андере, Хуан Феррара та інші. Акторка була кремована і за її бажанням прах був розвіяний недалеко від пляжів міста Косумель.
Останнім серіалом, у якому знімалася Шерідан, став мексиканський серіал «Наперекір долі», в якому вона виконала роль літньої жінки Карлотти Рудель.

## Фільмографія
Акторка

| Рік       |    | Українська назва          | Оригінальна назва            | Роль                          |
| --------- | -- | ------------------------- | ---------------------------- | ----------------------------- |
| 1958      | с  | Заборонена стежка         | Senda projibida              | -                             |
| 1963      | ф  | Троянки                   | Las troyanas                 | Кассандра                     |
| 1965      | ф  | Тахімара (Кохані)         | Tajimara (Los bienamados)    | Клара                         |
| 1965      | с  | Скляний міст              | Puente de cristal            | Каталіна                      |
| 1967      | ф  | Педро Парамо              | Pedro Páramo                 | Едувіхес Діада                |
| 1969      | ф  | Спогади про майбутнє      | Los recuerdos del porvenir   | Лусія                         |
| 1970      | ф  | Брехня                    | La mentira                   | Адела                         |
| 1970      | с  | Конституція               | La Constitución              | Кармен Сердан                 |
| 1971      | ф  | Генеральша                | La generala                  | сеньйора у театрі             |
| 1971—1972 | с  | Тінь Лусії                | Lucía Sombra                 | Сара Гальвер                  |
| 1975      | тф | Світанкова фея            | La dama del Alba             | Перегріна                     |
| 1977      | с  | Помста                    | La venganza                  | Кармен Сантібаньєс де Нарваес |
| 1978      | ф  | Хананеї                   | Cananea                      | Прісцилла Джонсон             |
| 1980      | ф  | Таємниця                  | Misterio                     | Гледіс Мадеро                 |
| 1981      | с  | Екстраординарні історії   | Histoires extraordinaires    | Ежені                         |
| 1981—1982 | с  | Ми, жінки                 | Nosotras las mujeres         | Една                          |
| 1982      | ф  | Довіра                    | Confidencias                 | Адела                         |
| 1982—1983 | с  | Габріель і Габріела       | Gabriel y Gabriela           | Рита Рокафуерте де Реєс       |
| 1983—1984 | с  | Самотнє серце             | Un sólo corazón              | Пілар                         |
| 1985—1986 | с  | Прожити ще трохи          | Vivir un poco                | Аура Меріса Обрегон           |
| 1987      | ф  | Габі, правдива історія    | Gaby, una Historia verdadera | мати Фернандо                 |
| 1987      | с  | Бідна сеньйорита Лімантур | Pobre señorita Limantour     | Бернарда                      |
| 1987—1988 | с  | Дика роза                 | Rosa salvaje                 | рекетирка                     |
| 1995      | с  | Алондра                   | Alondra                      | Лорето Діас де Ескобар        |
| 2000—2001 | с  | Личко ангела              | Carita de ángel              | сеньйора Северина Естудільйо  |
| 2002—2003 | с  | Дітям ура!                | Vivan los niños!             | сеньйора Северина Естудільйо  |
| 2003      | с  | Справжнє кохання          | Amor real                    | Даміана Гарсія                |
| 2005      | с  | Наперекір долі            | Contra viento y marea        | Карлотта Рудель               |

Режисерка
- 1985 — Прожити ще трохи (ісп. Vivir un poco), телесеріал, друга частина.
- 1986 — Гора страждання (ісп. Monte Calvario), телесеріал.
- 1987 — Дика роза (ісп. Rosa salvaje), телесеріал.
- 1987 — Непокірна (ісп. La indomable), телесеріал.
- 1989—1990 — Просто Марія (ісп. Simplemente María), телесеріал, перша частина.
- 1990 — Моя маленька Соледад (ісп. Mi pequeña Soledad), телесеріал.
- 1992 — Марія Мерседес (ісп. María Mercedes), телесеріал.
- 1994 — Марімар (ісп. Marimar), телесеріал.
- 1995 — Марія Хосе (ісп. María José), телесеріал, перша частина.
- 1995—1996 — Марія з передмістя (ісп. María la del barrio), телесеріал.
- 1997 — Есмеральда (ісп. Esmeralda), телесеріал, перша частина.
- 1998 — Узурпаторка (ісп. La usurpadora), телесеріал.
- 1998 — Більше, ніж узурпатора (ісп. Más allá de... La usurpadora), телефільм.
- 1999 — Росалінда (ісп. Rosalinda), телесеріал.
- 2000—2001 — Личко ангела (ісп. Carita de ángel), телесеріал, перша частина.
- 2001 — Зловмисниця (ісп. La intrusa), телесеріал.

## Нагороди та номінації
Арієль
- 1981 — Найкраща акторка другого плану (Таємниця).
- 1983 — Найкраща акторка (Довіра).

TVyNovelas Awards
- 1986 — Номінація на найкращу лиходійку (Прожити ще трохи).

ACE Awards
- 1993 — Найкращий режисер (Марія Мерседес).
- 1995 — Найкращий режисер (Марімар).[7].

Califa de Oro
- 2003 — Найкраща роль у виконанні заслуженої акторки (Справжнє кохання).